# Poređe
Poređe falu Horvátországban Krapina-Zagorje megyében. Közigazgatásilag Hum na Sutlihoz tartozik.

## Fekvése
Krapinától 17 km-re északnyugatra, községközpontjától 2 km-re délnyugatra fekszik.

## Története
A településnek 1857-ben 170, 1910-ben 249 lakosa volt. Trianonig Varasd vármegye Pregradai járásához tartozott. 2001-ben 231 lakosa volt.

## Nevezetességei
A karmeliták a Jótanács Szent Anyjának szentelt kolostora.

## Külső hivatkozások
Hum na Sutli község hivatalos oldala